# Erna Solberg
Erna Solberg (Bergen, 24 februari 1961) is een Noors politica voor de conservatieve partij Høyre. Van 16 oktober 2013 tot 14 oktober 2021 was zij premier van Noorwegen.

## Loopbaan
In 1989 werd Solberg voor het eerst verkozen tot lid van het Noorse parlement, de Storting. In 2004 werd ze binnen Høyre gekozen tot partijleider. Bij de verkiezingen in 2009 was ze kandidaat-minister-president, maar moest het afleggen tegen de sociaaldemocraat Jens Stoltenberg. Bij de parlementsverkiezingen op 9 september 2013 behaalde haar partij een forse overwinning en ging van 30 naar 48 zetels, waardoor de conservatief-rechtse coalitie een meerderheid kreeg. Het kabinet-Solberg werd beëdigd op 16 oktober 2013. Bij de verkiezingen van 2017 werd Solberg herkozen voor een tweede termijn.
Zij zit nu midden in een politiek schandaal omdat haar man wordt beschuldigd van handel met voorkennis.
- Bibsys: 98002256
- Gemeinsame Normdatei: 1075029600
- International Standard Name Identifier: 0000 0003 6233 3372
- KulturNav: e762d909-5cce-4d2b-892b-258272514fde
- Library of Congress Control Number: no2012156844
- Virtual International Authority File: 222728950
- WorldCat: E39PBJv8JTQTPCfGXYfYHg69Xd